# Ratare
Ratare (cyr. Ратаре) – wieś w Serbii, w okręgu pomorawskim, w gminie Paraćin. W 2011 roku liczyła 544 mieszkańców.